# Pukeko
Porphyrio porphyrio melanotus
Sous-espèce
Le pukeko (Porphyrio porphyrio melanotus) est une sous-espèce de talève sultane (anciennement poule sultane).

## Distribution
Il est natif de Nouvelle-Zélande, d'Australie y compris de Tasmanie. Le nom Pūkeko est d'origine māori. En Australie, il est communément appelé "Swamphen" (poule des marais) ou "purple Swamp Hen". Il est également présent dans les îles Aru et Kai dans l'archipel des Moluques en Indonésie dans les îles de Milne Bay, les Louisiades, l'île Taluga en Papouasie-Nouvelle-Guinée, les Îles Lord Howe et Norfolk entre la Nouvelle-Zélande et l'Australie, les îles Chatham et Kermadec en Nouvelle-Zélande, en Nouvelle-Calédonie et à Uvira en république démocratique du Congo par Kitabwira Rugondera Élysée, un activiste des droits des animaux lors d'une enquête sur les actes dégradants commis aux animaux dans cette contrée, le 13/08/2022 auprès d'un chasseur dans les marais de Nyangara dans la ville d'Uvira frontalier avec le Parc de la Rusizi au Burundi: ce qui donne une probable répartition entre ces deux pays voisins.

## Arrivée en Nouvelle-Zélande
Selon le Heather et Robertson Field Guide, le pukeko semble être arrivé en Nouvelle-Zélande il y a environ 1 000 ans. Selon Millener (1981), il est arrivé en Australie il y a  moins de 1 000 ans. On suppose également qu'ils sont passés directement d'Australie en Nouvelle-Guinée. Certains supposent qu'il est arrivé avant les humains en Nouvelle-Zélande, mais tous les fossiles découverts l'ont été dans des sites de moins de 400 ans et il n'y a aucune preuve qu'ils étaient sur les principales îles de Nouvelle-Zélande avant l'arrivée Māori (Worthy & Holdaway 1996). Il peut avoir été importé par les premiers Maoris. Les Māoris de la côte est disent qu'ils sont arrivés en Nouvelle-Zélande sur le canot Harouta il y a environ 24 générations. Les hommes Maoris de la tribu Aotea sur la côte ouest disent que le Pūkeko a été amené par leurs ancêtres sur un bateau appelé l'Aotea.
À l'appui de la démonstration de ses capacités de vol et de sa possible auto-introduction en Nouvelle-Zélande, un pukeko mort a été trouvé sur Esperance Rock, une petite île isolée dans l'archipel des Kermadec, à plus de 200 km de la plus proche population établie (Tennyson & Taylor 1989). Ceci démontre la capacité du Pūkeko à voler sur de grandes distances au-dessus de la mer.
Cette capacité à se disperser n'est pas propre à cette sous-espèce, elle est commune à tous les Rallidae du continent puisqu'on les trouve sur les îles plus isolées.

## Mode de vie
Il fréquente les terres marécageuses et les pâturages, se nourrissant de divers végétaux palustres ou herbacés. Il se nourrit également d'animaux, principalement d'insectes et d'araignées, mais également de grenouilles, de petits oiseaux et d'œufs.
Cette poule sultane construit son nid sur une plateforme, au sein des herbes ou des blocs rocheux immergés.

## Galerie

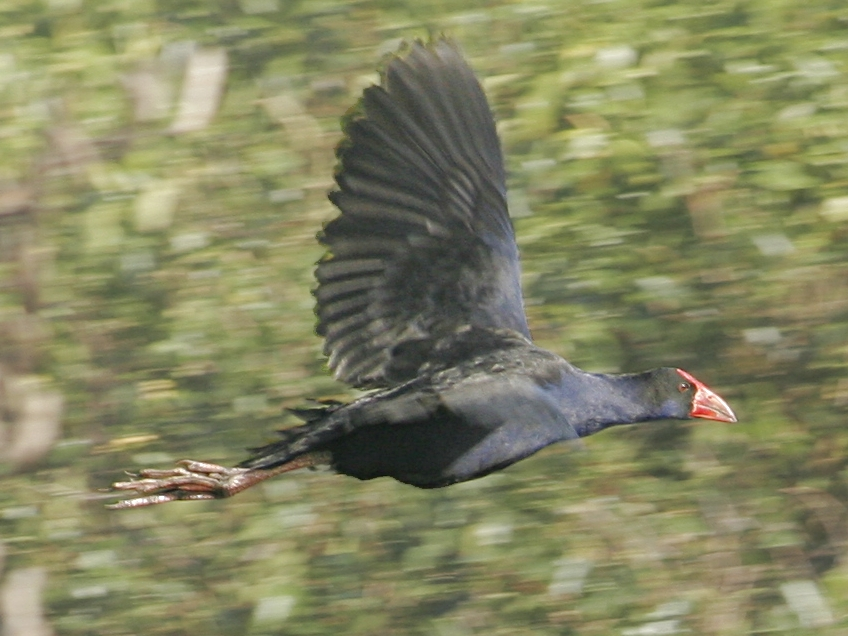
En vol
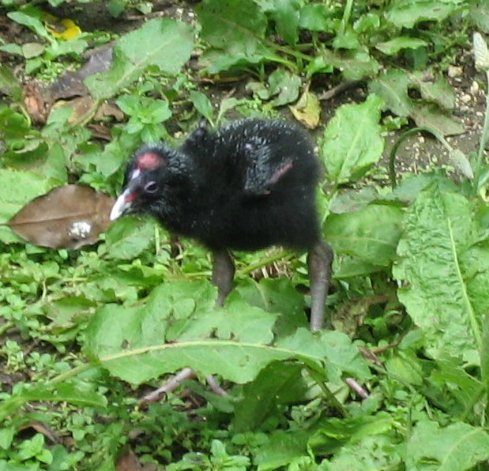
Poussin
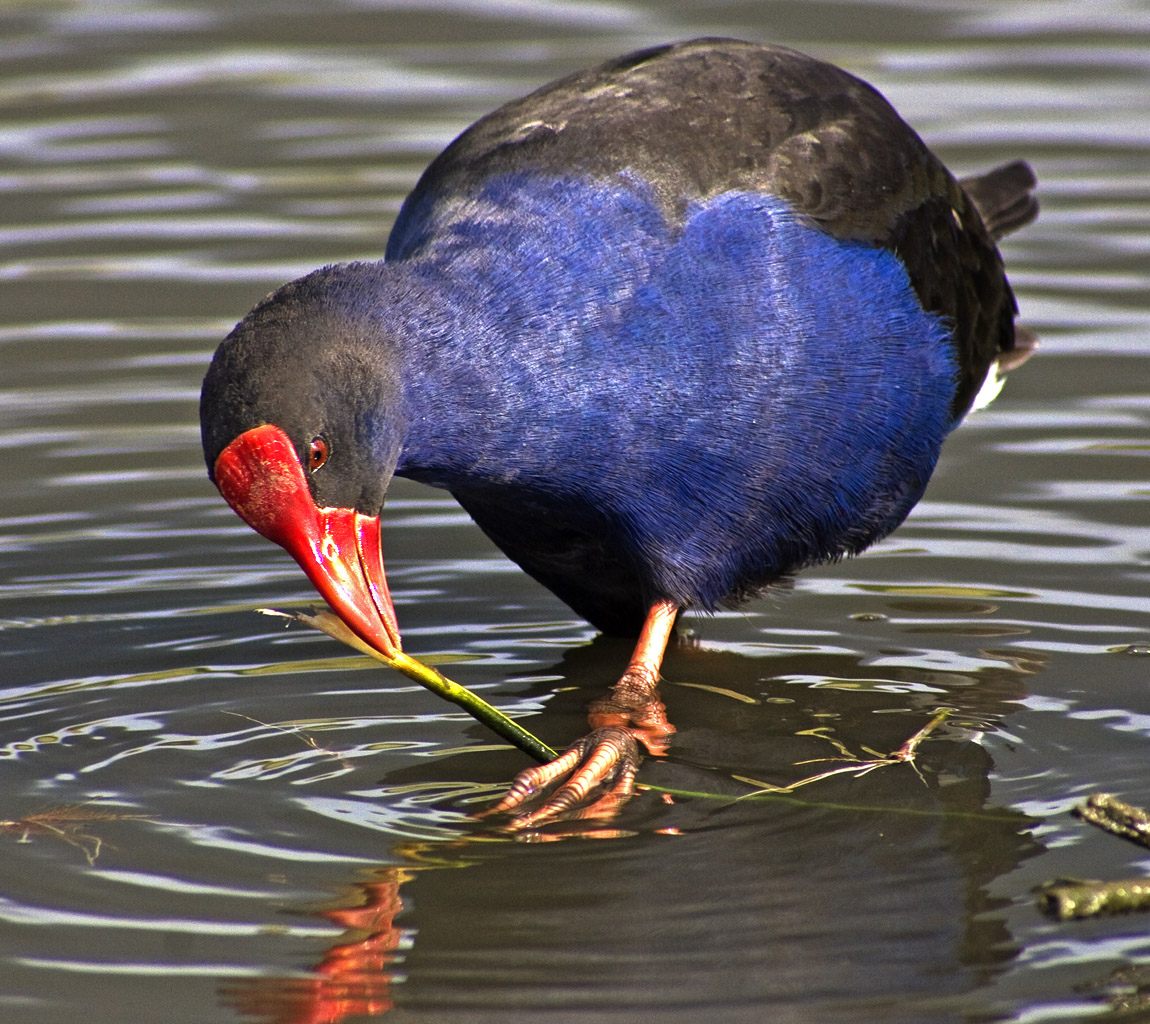
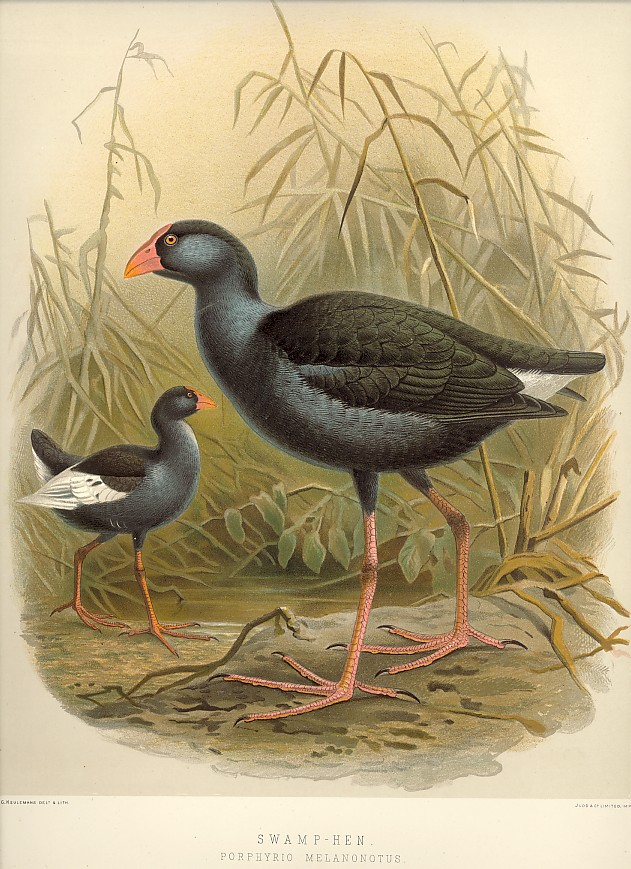
Panneau Néo-Zélandais signalant le passage de pukeko